# Isidro Sánchez García-Figueras
Isidro Sánchez García-Figueras (17 de dezembro de 1936 - 2 de setembro de 2013), conhecido simplesmente como Isidro, era um futebolista espanhol que jogava de lateral.

## Carreira
Durante sua carreira profissional de 15 anos, Isidro jogou para três clubes: começando em 1956 no Real Betis, em sua quarta temporada teve a sua performance marcando seis gols - em apenas 15 jogos - e ajudando os andaluzes a chegarem em sexto lugar na Liga.
Em 1961, Isidro juntou-se ao Real Madrid, o time da capital conquistou quatro títulos consecutivos com Isidro. 
Depois de apenas um jogo na sua última temporada com o clube (1964-1965), com cerca de 29 anos, retornou à sua região natal e assinou o Sabadell, onde jogaria até sua aposentadoria em junho de 1971.
Isidro nunca sofreu com o rebaixamento, aparecendo num total de 262 jogos na Primeira Divisão Espanhola. 
Ele morreu em 2 de setembro de 2013 aos 76 anos, em Sevilha. 

## Vida pessoal
Isidro foi casado com Carmen Flores, irmã da cantora e dançarina de flamenco Lola Flores. 
Seu filho, Quique Flores, também foi um jogador de futebol, representando principalmente o Valencia CF e o Real Madrid e depois embarcando em uma carreira de treinador bem sucedida. 